# Martin Nies
Martin Nies (* 1969 in Siegen) ist ein deutscher Germanist.

## Leben
1999 legte er das Magisterexamen nach Studium der Nordischen Philologie, Neueren deutschen Literaturwissenschaft und Medienwissenschaft, der Älteren deutschen Literaturwissenschaft/Sprachwissenschaft an der Christian-Albrechts-Universität zu Kiel ab. Von 1999 bis 2003 absolvierte er ein Promotionsstudium als Stipendiat des DFG-Graduiertenkollegs Imaginatio borealis: Perzeption, Rezeption und Konstruktion des Nordens an der Christian-Albrechts-Universität zu Kiel. Nach der Promotion 2003 zum Dr. phil. in Kiel war er von 2003 bis 2009 wissenschaftlicher Assistent am Lehrstuhl für Neuere deutsche Literaturwissenschaft der Universität Passau. Nach der Habilitation 2009 in den Fächern Neuere deutsche Literaturwissenschaft sowie Medienwissenschaft in Passau war er von 2009 bis 2015 Akademischer Oberrat auf Zeit am Lehrstuhl für Neuere deutsche Literaturwissenschaft der Universität Passau. 2015 wurde er zum außerplanmäßigen Professor an der Universität Passau ernannt. Von 2015 bis 2017 war er Lehrbeauftragter am Lehrstuhl für Neuere deutsche Literaturwissenschaft der Universität Passau und am Seminar für Germanistik der Europa-Universität Flensburg. Seit 2017 ist er Lehrkraft für besondere Aufgaben am Seminar für Germanistik der Universität Flensburg.

## Schriften (Auswahl)
- Der Norden und das Fremde. Kulturkrisen und ihre Lösung in den skandinavischen Literaturen der frühen Moderne (Hamsun, Heidenstam, Ibsen, Jensen, Jæger, Wied). Kiel 2008, ISBN 978-3-937719-19-1.
- als Herausgeber: Deutsche Selbstbilder in den Medien. Film 1945 bis zur Gegenwart. Marburg 2012, ISBN 978-3-89472-741-3.
- Venedig als Zeichen. Literarische und mediale Bilder der „unwahrscheinlichsten der Städte“ 1787–2013. Marburg 2014, ISBN 978-3-89472-825-0.
- als Herausgeber: Deutsche Selbstbilder in den Medien – Gesellschaftsentwürfe in Literatur und Film der Gegenwart. Marburg 2018, ISBN 978-3-89472-878-6.

## Belege
1. ↑  https://www.phil.uni-passau.de/neuere-deutsche-literaturwissenschaft/team-prof-dr-krah/prof-dr-martin-nies/

| Personendaten    | Personendaten                           |
| ---------------- | --------------------------------------- |
| NAME             | Nies, Martin                            |
| KURZBESCHREIBUNG | deutscher Germanist und Hochschullehrer |
| GEBURTSDATUM     | 1969                                    |
| GEBURTSORT       | Siegen                                  |